# Eumops dabbenei
Eumops dabbenei é uma espécie de morcego da família Molossidae. Pode ser encontrada em duas populações distintas na Venezuela, Colômbia, Brasil, Argentina, Bolívia e Paraguai.